# Лисичка-сестричка и волк-панибрат
«Лисичка-сестричка и волк-панибрат» (укр. Лисичка-сестричка і вовк панібрат) — украинская народная сказка.
Существуют русские варианты этой сказки на аналогичный сюжет «Лиса и волк» в том числе среди сказок в первом томе сборника «Народные русские сказки» А. Н. Афанасьева под номерами № 1, 2, 3, 4, 5, 6, и 7.
Сказка печаталась в сборниках сказок и отдельной книгой, а также выпускалась в виде аудиосказки.

## Сюжет
Лисичка построила в лесу небольшую избушку, в которой было хорошо в тёплую погоду, но холодно и темно, когда наступила зима. Решив в селе огня добыть, прибежала в дом к одной к бабушке. Согрелась, схватила со стола только испечённый маковый пирожок и пустилась наутёк.

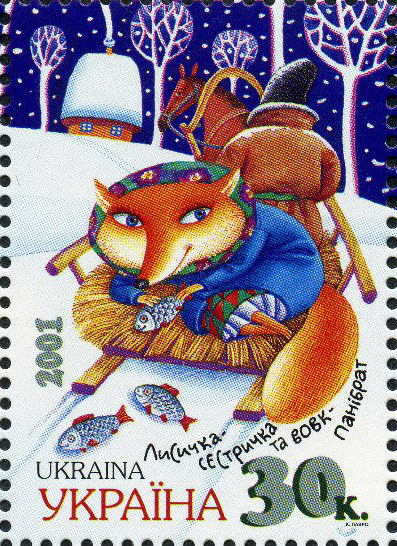
Почтовая марка Украины

По дороге домой хитростью обменяла пирожок на бычка, дома сделала деревянные сани, запрягла в них бычка и отправилась в лес за дровами для печи. По дороге встретила волка, который попросился к ней в сани. Не выдержавшие вес волка сани разломались, и лисица послала волка делать новые. Неуклюжий волк ничего сделать не смог — пришлось лисе самой идти в лес рубить дерево для саней. Голодному волку захотелось есть. Проделав дыру сбоку у бычка съел всё внутри, а взамен — воробьёв напустил и соломой заткнул, убежав.
Решив проучить волка, она снова своей хитростью украла у едущих на базар чумаков рыбу, побросала её на дорогу и стала есть. Встретивший её волк попросил у лисицы рыбу — она ему ничего не дала, но сказала, как надо её поймать в проруби на свой хвост, приговаривая при этом: «Ловись, рыбка маленькая и большая!». Волк так и сделал, но хвост его замёрз в проруби — с месте не сдвинуться. Пришедшие в это время из села за водой бабы поколотили волка, который еле ноги унёс, оторвав себе хвост.
Решивший отплатить обозлённый волк нашёл лису, которая тем временем успела вымазать свою голову тестом, украденным из одной хаты. Волк рассказал, как его избили, а лиса в очередной раз обманула его, сказав: её тоже побили так, что мозг из головы вылез. Уговорив волка привезти её домой, заскочила она в свою хату, закрылась и не пустила волка. Пришлось волку уйти восвояси, а лисичка-сестричка дальше жила и кур ловила.

## В культуре
Пьесу, которая ставится в детских театрах Украины, по мотивам этой сказки написал советский и украинский писатель Всеволод Нестайко.